# Uprising (Muse)
Uprising è un singolo del gruppo musicale britannico Muse, pubblicato il 4 agosto 2009 come primo estratto dal quinto album in studio The Resistance.
Il brano è presente nella lista tracce del videogioco musicale Guitar Hero: Warriors of Rock, pubblicato nel 2010.

## Descrizione
Uprising è stata citata per la prima volta il 3 luglio 2009 come traccia di apertura del nuovo album dei Muse. In un'intervista precedente alla pubblicazione del singolo della rivista musicale Mojo, Matthew Bellamy descrisse il brano come «simile all'hard rock con influenze dei Goldfrapp» e aggiunse che il brano è stato composto in segno di protesta verso la grande recessione e la situazione delle banche, che contribuiscono ad aggravare la crisi.

## Pubblicazione
Il brano è stato presentato in anteprima radiofonica il 3 agosto 2009 da Zane Lowe su BBC Radio 1, facendo il suo debutto nelle stazioni radiofoniche mondiali poche ore più tardi e nella giornata del 4 agosto. A partire dal 4 agosto, il singolo è stato reso disponibile per il download digitale in alcuni paesi del mondo, per poi venire commercializzato anche nei formati CD e 7" nel solo Regno Unito.

## Video musicale
Nel video musicale il gruppo esegue il brano dal retro di un vecchio pick-up in movimento tra miniature giocattolo di persone realizzate in plastica. Il pick-up procede per le strade di una buia cittadina percorsa da una miccia accesa che continua ad avanzare. Durante il loro passaggio, dal suolo emergono minacciosi orsi di peluche che iniziano ad attaccare e bruciare le persone. Nella scena in cui dalle vetrine si vedono schermi con orsi in vari ruoli, in uno di questi televisori si può notare un orso nel ruolo di Bernard Madoff in riferimento al famoso video in cui viene spinto da un cameraman per essere ripreso meglio.

## Tracce
Testi e musiche di Matthew Bellamy, eccetto dove indicato.
Download digitale – 1ª versione
1. Uprising – 5:02

CD promozionale (Europa, Stati Uniti)
1. Uprising (Radio Edit) – 4:12

CD singolo (Regno Unito)
1. Uprising (Album Version) – 5:02
2. Uprising (Does It Offend You Yeah Mix) – 4:00

7" (Regno Unito)
- Lato A

1. Uprising – 5:02

- Lato B

1. Who Knows Who – 3:24 (testo: Mike Skinner)

Download digitale – 2ª versione
1. Uprising – 5:02
2. Uprising (Does It Offend You Yeah Mix) – 4:00
3. Uprising (Live from Teignmouth) – 5:37

## Formazione
Gruppo
- Matthew Bellamy – voce, chitarra, tastiera, sintetizzatore, programmazione, arrangiamenti orchestrali
- Chris Wolstenholme – basso, voce
- Dominic Howard – batteria, percussioni, sintetizzatore, programmazione

Altri musicisti
- Audrey Riley – conduzione orchestra
- Edoardo De Angelis – primo violino
- Silvia Catasta's Edodea Ensemble – orchestra
- Tom Kirk, Adrian Bushby, Paul Reeve – battimani ed effetti sonori

Produzione
- Muse – produzione
- Paul Reeve – produzione vocale aggiuntiva
- Adrian Bushby – ingegneria
- Tommaso Colliva – ingegneria aggiuntiva
- Mark "Spike" Stent – missaggio
- Matthew Green – assistenza missaggio
- Ted Jensen – mastering

## Classifiche
| Classifica (2009)             | Posizione massima |
| ----------------------------- | ----------------- |
| Australia                     | 23                |
| Austria                       | 29                |
| Belgio (Fiandre)              | 12                |
| Belgio (Vallonia)             | 6                 |
| Danimarca                     | 5                 |
| Finlandia                     | 8                 |
| Francia                       | 74                |
| Germania                      | 40                |
| Giappone                      | 73                |
| Italia                        | 14                |
| Norvegia                      | 4                 |
| Nuova Zelanda                 | 12                |
| Paesi Bassi                   | 22                |
| Regno Unito                   | 9                 |
| Stati Uniti                   | 37                |
| Stati Uniti (adult top 40)    | 14                |
| Stati Uniti (alternative)     | 5                 |
| Stati Uniti (mainstream rock) | 28                |
| Stati Uniti (rock)            | 2                 |
| Svezia                        | 13                |
| Svizzera                      | 8                 |

## Date di pubblicazione
| Paese                 | Data di pubblicazione | Formati                   |
| --------------------- | --------------------- | ------------------------- |
| Australia             | 4 agosto 2009         | Download digitale         |
| Belgio                | 4 agosto 2009         | Download digitale         |
| Canada                | 4 agosto 2009         | Download digitale         |
| Danimarca             | 4 agosto 2009         | Download digitale         |
| Finlandia             | 4 agosto 2009         | Download digitale         |
| Francia               | 4 agosto 2009         | Download digitale         |
| Irlanda               | 4 agosto 2009         | Download digitale         |
| Italia                | 4 agosto 2009         | Download digitale         |
| Messico               | 4 agosto 2009         | Download digitale         |
| Norvegia              | 4 agosto 2009         | Download digitale         |
| Nuova Zelanda         | 4 agosto 2009         | Download digitale         |
| Paesi Bassi           | 4 agosto 2009         | Download digitale         |
| Repubblica Ceca       | 4 agosto 2009         | Download digitale         |
| Russia                | 4 agosto 2009         | Download digitale         |
| Stati Uniti d'America | 4 agosto 2009         | Download digitale         |
| Svezia                | 4 agosto 2009         | Download digitale         |
| Svizzera              | 4 agosto 2009         | Download digitale         |
| Argentina             | 10 agosto 2009        | Download digitale         |
| Giappone              | 12 agosto 2009        | Download digitale         |
| Austria               | 4 settembre 2009      | CD, download digitale     |
| Germania              | 4 settembre 2009      | CD, download digitale     |
| Regno Unito           | 7 settembre 2009      | CD, 7", download digitale |